# Old Guildford
Pour les articles homonymes, voir Guildford (homonymie).
Old Guildford est une banlieue de Sydney, dans l’État de Nouvelle-Galles du Sud, en Australie, à 24 kilomètres à l’ouest du quartier central des affaires de Sydney, dans la zone d'administration locale de la ville de Fairfield. Il fait partie de la région du Grand Ouest de Sydney.

## Sources
- (en) Cet article est partiellement ou en totalité issu de l’article de Wikipédia en anglais intitulé « Old Guildford » (voir la liste des auteurs).